# Ejido la Palma
Ejido la Palma, eller bara La Palma, är ett samhälle och ejido i Mexiko, tillhörande kommunen Atlacomulco i den nordvästra delen av delstaten Mexiko, i den centrala delen av landet. Orten hade 787 invånare vid folkräkningen 2010.